# 白銀ジャック
『白銀ジャック』（はくぎんジャック）は、東野圭吾の長編サスペンス小説。

## 概要
実業之日本社の『月刊ジェイ・ノベル』に、2008年10月号から2010年9月号まで連載された。2010年10月5日に実業之日本社文庫創刊第1弾（いきなり文庫）として刊行され、発売から1か月余りで100万部を突破している。
その後、2011年11月17日に単行本化され、2013年12月16日には実業之日本社（マンサンコミックス）から高柳衣良の作画で、コミック版が発売された。
2014年にテレビ朝日系でテレビドラマ化された。

## あらすじ
新月高原スキー場でリフトやゴンドラの運営に携わる倉田玲司は、結婚の機会を逃したまま四十代を迎えていた。スキー客の楽しむ姿を何よりの喜びとする日々を送る中、年の瀬にスキー場へ脅迫状が届く。内容は「我々は、いつ、どこからでも爆破できる」。警察に通報できない状況下、犯人はやすやすと身代金を奪っていく。
雪に覆われたゲレンデを舞台に、犯人の動機は金銭か、あるいは復讐か。そんな中、パトロール隊員の根津昇平は、ある重大な決断を下す。そして、全ての鍵は、一年前、血で染まった禁断のゲレンデに隠されていた。

## 登場人物
根津 昇平 （ねづ しょうへい）
新月高原スキー場のパトロール隊員。元スノーボードクロス選手。
瀬利 千晶（せり ちあき）
女性スノーボーダー。スキー場近くの居酒屋でアルバイトをしている。
倉田 玲司（くらた れいじ）
新月高原スキー場索道技術管理者。未婚の40代男性。20年前、広世観光株式会社に入社。5年後に新月高原スキー場へ出向となる。
辰巳 豊 （たつみ ゆたか）
新月高原スキー場ゲレンデ整備主任。
津野 雅夫 （つの まさお）
新月高原スキー場索道部主任。
藤崎 絵留 （ふじさき える）
新月高原スキー場の女性パトロール隊員。
桐林 祐介（きりばやし ゆうすけ）
新月高原スキー場の新人パトロール隊員。今年入社。
入江 義之（いりえ よしゆき）
新月高原スキー場のスキー客。1年前、妻を事故で亡くしている。スキー1級の腕前を持つ。
入江 達樹（いりえ たつき）
入江義之の息子。
日吉 浩三（ひよし こうぞう）
ロイヤルスイートに宿泊している新月高原スキー場のスキー客。スキー歴50年。
日吉 友恵（ひよし ともえ）
日吉浩三の妻。
増淵 康英（ますぶち やすひで）
北月町町長。
増淵 英也（ますぶち ひでなり）
増淵の息子。北月町役場に勤務。
筧 純一郎（かけい じゅんいちろう）
新月高原ホテルアンドリゾート社長。広世観光株式会社取締役を兼務。

## 書誌情報
- 文庫本：実業之日本社文庫、2010年10月5日発売[4]、ISBN 978-4-408-55004-6
- 単行本：実業之日本社、2011年11月17日発売[5]、ISBN 978-4-408-53599-9
- 文庫本新装版：実業之日本社文庫、2023年10月6日発売[6]、ISBN 978-4-408-55838-7

## 漫画
2013年12月16日にマンサンコミックス（実業之日本社）から高柳衣良の作画で、書き下ろしのコミック版が発売された。

### 書誌情報（漫画）
東野圭吾（原作） / 高柳衣良（作画） 『白銀ジャック』、〈マンサンコミックス〉全1巻
- 2013年12月16日発売[7]、 ISBN 978-4-408-17473-0

## テレビドラマ
テレビ朝日系で2014年8月2日に放送された。主演は新潟県生まれの渡辺謙。スキー学校の先生をしている父をもち、実家がゲレンデ経営をしていたためスキーの腕前も一流だという渡辺が、2014年3月中旬から約3か月にわたって岩手県の安比高原スキー場に滞在し、スキー場全面協力の下、氷点下17度、風速25メートルという状況の中でスタント無しで撮影された。また、監督の藤田明二も学生時代はスキー部に所属していたためその経験を生かし、高校時代からスノーボードに親しんできた岡田将生や、スキーもスノーボードも未経験である広末涼子を含め、演者がスキーに慣れているように見えるような演出が心がけられた。また、現役のプロスノーボーダーやプロスキーヤーが多数出演し迫力ある滑走を披露している。
原作のファンでもある元フリースタイルスキー女子モーグル選手の上村愛子は一足早く作品を鑑賞し、「ゴーグルの付け外しやスキーウエアの着こなしなど、謙さんがすごくスキーに慣れている方なんだなって感じられて安心して観ていられた。」と太鼓判を押した。スキーやスノーボードのプロ級の追跡滑走シーンや、スキー場の爆発シーンなどで、映像化は無理だと言われてきた作品だったが、東野圭吾も実際に撮影現場で渡辺の演技を見て、「元々自分がゲレンデを舞台にした映画を作るとしたらという空想からアイデアを得た作品なので、夢が叶った。ダイナミックでスピード感溢れる映像と渡辺謙さんのスキーの腕前には驚いたし、人間ドラマの部分もしっかり描かれていた。」というコメントを寄せている。
放送に先駆け、合計5万部の『白銀ジャック』特製ブックカバーを大型書店で無料配布する“ブックカバージャック”、東急電鉄の6路線の1編成を『白銀ジャック』のポスター4バージョンが完全に占拠する“中吊りジャック”、TOHOシネマズ日劇他で渡辺謙出演の映画『GODZILLA ゴジラ』の前に『白銀ジャック』のPR映像を流す“シネマスクリーンジャック”など、タイトルにかけたPRが行われた。

### キャスト
- 倉田 玲司（安比高原スキー場ゲレンデ統括マネージャー） - 渡辺謙[15][16]
- 根津 昇平（スキー場パトロール隊員） - 岡田将生[11]
- 藤崎 絵留（スキー場パトロール隊員） - 広末涼子[11]
- 辰巳 豊（スキー場ゲレンデ整備主任） - 鈴木浩介
- 桐林 祐介（スキー場パトロール隊新人） - 庄野崎謙
- 入江 義之（安比高原スキー場のスキー客） - 安田顕
- 増淵 英也（北月町町長の息子・北月町観光課勤務） - 中尾明慶
- 瀬利 千晶（スノーボードクロス・アマチュア選手） - 山下リオ
- 松宮 忠明（索道部本部長） - 渡辺哲
- 中垣 芳樹（ホテル事業本部長兼支配人） - 金田明夫
- 日吉 浩三（安比高原スキー場のスキー客） - 平泉成
- 日吉 友恵（浩三の妻） - 野際陽子（特別出演）
- 筧 純一郎（安比高原ホテル&リゾート社長・広世観光株式会社取締役）- 國村隼
- 宮内（総務部長） - 近江谷太朗
- 増淵康英（北月町町長） - ベンガル
- 入江 香澄 - 中込佐知子
- 入江 達樹 - 須田瑛斗
- 上山 禄郎 - 増田修一朗
- 老人 - 湯沢勉
- 平田署長 - 中西良太
- 小杉 - 田村幸士
- 横内 快人 - 田中彪
- 横内 幸太 - 町山博彦

### スタッフ
- 原作 - 東野圭吾『白銀ジャック』（実業之日本社文庫）
- 脚本 - 竹山洋
- 音楽 - 朝倉紀行
- 監督 - 藤田明二（テレビ朝日）
- 企画協力 - 大石哲也
- スタント統括 - 五味克彦（実業之日本社）
- スキースタント - 河野克幸、河野健児、金澤朋未
- スノボスタント - 鶴田真到、荒木直子、池下"Jesse"孝志、神尾義明、西澤孝征、百瀬康昭、麻生真桜、吉田安亨
- 雪上ライディング撮影 - 佐藤トチ、福島毅、澁谷祐仁
- カメラ協力 - GoPro
- ロケ協力 - 安比高原スキー場、ホテル安比グランド、盛岡広域フィルムコミッション、八幡平市
- サウンドデザイン - 石井和之
- 技術協力 - バスク、ビデオスタッフ
- VFX・CG・美術協力 - テレビ朝日クリエイト
- 音響効果 - スポット
- 機材 - 麻生リース
- 空撮 - トーフナ映像
- チーフプロデューサー - 五十嵐文郎（テレビ朝日）
- プロデューサー - 中込卓也（テレビ朝日）、松井洋子（5年D組）、中山秀一（5年D組）
- 制作協力 - 5年D組
- 制作著作 - テレビ朝日